# Thelymitra longifolia
Thelymitra longifolia là một loài thực vật có hoa trong họ Lan. Loài này được J.R.Forst. & G.Forst. miêu tả khoa học đầu tiên năm 1775.